# Pecanwood Golf & Country Club
De Pecanwood Golf & Country Club is een countryclub in Hartbeespoort, Zuid-Afrika. De club is opgericht in 1998 en heeft een 18-holes golfbaan met een par van 72.
Naast een golfbaan, biedt de club ook een kuuroord en een tennisbaan aan waar je ook tennislessen kunt volgen. Er is een bootclub aanwezig, dat naast de golfbaan ligt en uitzicht heeft op een dam, de "Hartbeespoortdam".

## De baan
De golfbaan werd ontworpen door de golfbaanarchitect Jack Nicklaus. De fairways en de tees werden beplant met kikuyugras, een tropische grassoort, en de greens met struisgras.
Er zijn zeven waterhindernissen aanwezig op de golfbaan en een deel van de golfbaan ligt naast de Hartbeespoort Dam.

## Golftoernooien
- Nelson Mandela Invitational: 2000 & 2001
- Eskom Power Cup: 2007